# ال کارمن د چوکوری
ال کارمن د چوکوری (انگلیسی: El Carmen de Chucurí) نام شهری در کشور کلمبیا است.